# Baćina
Baćina je naselje na Hrvaškem, ki upravno spada pod mesto Ploče; le-ta pa spada pod Dubrovniško-neretvansko županijo.
Naselje leži zahodno od Baćinskih jezer ob Jadranski magistrali med naseljema Gradac in Ploče. Od Ploč je oddaljeno okoli 7 km. Začetki naselja segajo že v rimsko dobo o čemer pričajo arheološki ostanki grobov. Ob magistralni cesti stoji enoladijska gotska cerkvica sv. Andrije. Na pročelju cerkvice je vzidana ena od številnih srednjeveških kamnitih nagrobnih plošč (stečkov) najdenih v teh krajih.

## Demografija
| Pregled števila prebivalcev po letih | Pregled števila prebivalcev po letih | Pregled števila prebivalcev po letih | Pregled števila prebivalcev po letih | Pregled števila prebivalcev po letih | Pregled števila prebivalcev po letih | Pregled števila prebivalcev po letih | Pregled števila prebivalcev po letih | Pregled števila prebivalcev po letih | Pregled števila prebivalcev po letih | Pregled števila prebivalcev po letih | Pregled števila prebivalcev po letih | Pregled števila prebivalcev po letih | Pregled števila prebivalcev po letih | Pregled števila prebivalcev po letih |
| ------------------------------------ | ------------------------------------ | ------------------------------------ | ------------------------------------ | ------------------------------------ | ------------------------------------ | ------------------------------------ | ------------------------------------ | ------------------------------------ | ------------------------------------ | ------------------------------------ | ------------------------------------ | ------------------------------------ | ------------------------------------ | ------------------------------------ |
| 1857                                 | 1869                                 | 1880                                 | 1890                                 | 1900                                 | 1910                                 | 1921                                 | 1931                                 | 1948                                 | 1953                                 | 1961                                 | 1971                                 | 1981                                 | 1991                                 | 2001                                 |
| 451                                  | 502                                  | 381                                  | 463                                  | 491                                  | 499                                  | 708                                  | 747                                  | 290                                  | 247                                  | 205                                  | 115                                  | 78                                   | 714                                  | 578                                  |